# Abdoul Guiebre
Abdoul Razack Guiebre (Bobo-Dioulasso, 17 luglio 1997) è un calciatore burkinabé, centrocampista dell'Ascoli.

## Biografia
Arrivato in Italia all'età di tre anni, si è stabilito inizialmente con la famiglia a Bertinoro.

## Caratteristiche tecniche
Esterno mancino di centrocampo, può giocare anche da terzino a sinistra. Dispone di buona corsa e velocità ed è più bravo nella fase offensiva che in quella difensiva.

## Carriera

### Club
Inizia a giocare a calcio nel Forlì. In seguito passa prima al Ronco e poi all'Old Meldola, con cui debutta in Eccellenza nel 2016; nel mese di dicembre si trasferisce al Rimini. Al termine della stagione conquista la promozione in Serie D, oltre alla vittoria della Coppa Italia Dilettanti regionale e della Supercoppa di categoria; vince poi anche il successivo campionato di quarta serie, venendo poi nuovamente confermato in rosa.
Il 1º agosto 2019 firma con il Rieti, da cui tuttavia si svincola dopo pochi mesi a causa del mancato pagamento degli stipendi. L'11 settembre 2020 viene tesserato con un biennale dal Monopoli; impiegato fin da subito con continuità, il 12 ottobre 2021 prolunga con i pugliesi fino al 2024.
Il 23 agosto 2022, Guiebre viene acquistato dal Modena, neopromosso in Serie B, che lo gira contestualmente in prestito per una stagione alla Reggiana. Il 15 aprile 2023, segna uno dei due gol della vittoria per 1-2 in campionato sul campo dell'Olbia, che consente alla squadra granata di vincere il proprio girone e ottenere la promozione in cadetteria con una giornata d'anticipo.
Tornato al Modena nell'estate 2023, totalizza 10 presenze in Serie B con i gialloblù. Il 1º febbraio 2024 si trasferisce in prestito con diritto di riscatto al Bari, sempre in Serie B.
Dopo avere trovato poco spazio coi pugliesi, fa ritorno al Modena, che il 19 luglio 2024, lo cede  alla Torres, di nuovo in Serie C, in prestito con obbligo di riscatto condizionato. Al termine della stagione fa ritorno alla società emiliana, complice anche la volontà di cambiare aria.
Il 15 luglio 2025 lascia i canarini e si trasferisce a titolo definitivo all' Ascoli, squadra di Serie C, con cui sottoscrive un contratto sino al 30 giugno 2028.

### Nazionale
Nel 2022 è stato convocato per la prima volta dalla nazionale burkinabé, esordendo con gli stalloni il 24 marzo, nell'amichevole persa per 5-0 contro il Kosovo. Convocato per la Coppa delle nazioni africane 2023, disputa solamente la terza partita del girone dei burkinabé.

## Statistiche

### Presenze e reti nei club
Statistiche aggiornate al 14 maggio 2025.
| Stagione        | Squadra         | Campionato      | Campionato | Campionato | Coppe nazionali | Coppe nazionali | Coppe nazionali | Coppe continentali | Coppe continentali | Coppe continentali | Altre coppe | Altre coppe | Altre coppe | Totale | Totale |
| Stagione        | Squadra         | Comp            | Pres       | Reti       | Comp            | Pres            | Reti            | Comp               | Pres               | Reti               | Comp        | Pres        | Reti        | Pres   | Reti   |
| --------------- | --------------- | --------------- | ---------- | ---------- | --------------- | --------------- | --------------- | ------------------ | ------------------ | ------------------ | ----------- | ----------- | ----------- | ------ | ------ |
| dic. 2016-2017  | Rimini          | Ecc             | 19         | 5          | C-ER+CI-Dil     | 0+2             | 0+1             | -                  | -                  | -                  | -           | -           | -           | 21     | 6      |
| 2017-2018       | Rimini          | D               | 35+1       | 3+1        | CI-D            | 3               | 0               | -                  | -                  | -                  | -           | -           | -           | 39     | 4      |
| 2018-2019       | Rimini          | C               | 33+2       | 2          | CI-C            | 2               | 0               | -                  | -                  | -                  | -           | -           | -           | 37     | 2      |
| Totale Rimini   | Totale Rimini   | Totale Rimini   | 90         | 11         |                 | 7               | 1               |                    | -                  | -                  |             | -           | -           | 97     | 12     |
| lug.-dic. 2019  | Rieti           | C               | 10         | 1          | CI-C            | 2               | 0               | -                  | -                  | -                  | -           | -           | -           | 12     | 1      |
| 2020-2021       | Monopoli        | C               | 28         | 2          | CI              | 3               | 0               | -                  | -                  | -                  | -           | -           | -           | 31     | 2      |
| 2021-2022       | Monopoli        | C               | 34+6       | 0          | CI-C            | 2               | 0               | -                  | -                  | -                  | -           | -           | -           | 42     | 0      |
| Totale Monopoli | Totale Monopoli | Totale Monopoli | 68         | 2          |                 | 5               | 0               |                    | -                  | -                  |             | -           | -           | 73     | 2      |
| 2022-2023       | Reggiana        | C               | 34         | 2          | CI-C            | 1               | 0               | -                  | -                  | -                  | SC-C        | 0           | 0           | 35     | 2      |
| 2023-gen. 2024  | Modena          | B               | 10         | 0          | CI              | 1               | 0               | -                  | -                  | -                  |             | -           | -           | 11     | 0      |
| gen.-giu. 2024  | Bari            | B               | 4          | 0          | CI              | -               | -               | -                  | -                  | -                  | -           | -           | -           | 4      | 0      |
| 2024-2025       | Torres          | C               | 36+1       | 4          | CI+CI-C         | 1+2             | 0               | -                  | -                  | -                  | -           | -           | -           | 40     | 4      |
| Totale carriera | Totale carriera | Totale carriera | 253        | 20         |                 | 19              | 1               |                    | -                  | -                  |             | -           | -           | 272    | 21     |

### Cronologia presenze e reti in nazionale
| Cronologia completa delle presenze e delle reti in nazionale ― Burkina Faso | Cronologia completa delle presenze e delle reti in nazionale ― Burkina Faso | Cronologia completa delle presenze e delle reti in nazionale ― Burkina Faso | Cronologia completa delle presenze e delle reti in nazionale ― Burkina Faso | Cronologia completa delle presenze e delle reti in nazionale ― Burkina Faso | Cronologia completa delle presenze e delle reti in nazionale ― Burkina Faso | Cronologia completa delle presenze e delle reti in nazionale ― Burkina Faso | Cronologia completa delle presenze e delle reti in nazionale ― Burkina Faso |
| Data                                                                        | Città                                                                       | In casa                                                                     | Risultato                                                                   | Ospiti                                                                      | Competizione                                                                | Reti                                                                        | Note                                                                        |
| --------------------------------------------------------------------------- | --------------------------------------------------------------------------- | --------------------------------------------------------------------------- | --------------------------------------------------------------------------- | --------------------------------------------------------------------------- | --------------------------------------------------------------------------- | --------------------------------------------------------------------------- | --------------------------------------------------------------------------- |
| 24-3-2022                                                                   | Pristina                                                                    | Kosovo                                                                      | 5 – 0                                                                       | Burkina Faso                                                                | Amichevole                                                                  | -                                                                           |                                                                             |
| 29-3-2022                                                                   | Bruxelles                                                                   | Belgio                                                                      | 3 – 0                                                                       | Burkina Faso                                                                | Amichevole                                                                  | -                                                                           |                                                                             |
| 3-6-2022                                                                    | Marrakech                                                                   | Burkina Faso                                                                | 2 – 0                                                                       | Capo Verde                                                                  | Qual. Coppa d'Africa 2023                                                   | -                                                                           |                                                                             |
| 7-6-2022                                                                    | Johannesburg                                                                | eSwatini                                                                    | 1 – 3                                                                       | Burkina Faso                                                                | Qual. Coppa d'Africa 2023                                                   | -                                                                           |                                                                             |
| 27-9-2022                                                                   | Marrakech                                                                   | Burkina Faso                                                                | 2 – 1                                                                       | Comore                                                                      | Amichevole                                                                  | -                                                                           | 80’                                                                         |
| 24-3-2023                                                                   | Marrakech                                                                   | Burkina Faso                                                                | 1 – 0                                                                       | Togo                                                                        | Qual. Coppa d'Africa 2023                                                   | -                                                                           |                                                                             |
| 8-9-2023                                                                    | Marrakech                                                                   | Burkina Faso                                                                | 0 – 0                                                                       | eSwatini                                                                    | Qual. Coppa d'Africa 2023                                                   | -                                                                           |                                                                             |
| 12-9-2023                                                                   | Lens                                                                        | Marocco                                                                     | 1 – 0                                                                       | Burkina Faso                                                                | Amichevole                                                                  | -                                                                           |                                                                             |
| 13-10-2023                                                                  | Malabo                                                                      | Guinea Equatoriale                                                          | 0 – 0                                                                       | Burkina Faso                                                                | Amichevole                                                                  | -                                                                           | 47’                                                                         |
| 17-11-2023                                                                  | Marrakech                                                                   | Burkina Faso                                                                | 1 – 1                                                                       | Guinea-Bissau                                                               | Qual. Mondiali 2026                                                         | -                                                                           |                                                                             |
| 21-11-2023                                                                  | El Jadida                                                                   | Etiopia                                                                     | 0 – 3                                                                       | Burkina Faso                                                                | Qual. Mondiali 2026                                                         | -                                                                           | 76’                                                                         |
| 5-1-2024                                                                    | Kish                                                                        | Iran                                                                        | 2 – 1                                                                       | Burkina Faso                                                                | Amichevole                                                                  | -                                                                           | 46’                                                                         |
| 23-1-2024                                                                   | Yamoussoukro                                                                | Angola                                                                      | 2 – 0                                                                       | Burkina Faso                                                                | Coppa d'Africa 2023 - 1º turno                                              | -                                                                           | 76’                                                                         |
| Totale                                                                      |                                                                             | Presenze                                                                    | 13                                                                          |                                                                             | Reti                                                                        | 0                                                                           |                                                                             |

## Palmarès

### Club

#### Competizioni regionali
- Eccellenza: 1

Rimini: 2016-2017 (girone B)
- Coppa Italia Dilettanti Emilia-Romagna: 1

Rimini: 2016-2017

#### Competizioni nazionali
- Serie D: 1

Rimini: 2017-2018 (girone D)
- Serie C: 1

Reggiana: 2022-2023 (girone B)